# Drapelul Transnistriei

Drapelul Transnistriei

Drapelul Transnistriei este alcătuit din roșu și verde. În stânga sus are reprezentate secera și ciocanul. Drapelul este copia exactă a drapelului RSS Moldovenești înainte de 1990.